# 卡爾頓花園
卡爾頓花園（英語：The Carlton Gardens）是位於澳大利亞維多利亞州墨爾本市中心東北角的花園。花園始建於1839年。2004年，卡爾頓花園被聯合國教科文組織列入世界遺產名錄。卡爾頓花園的面積大約有26公頃。1880年，澳大利亞舉辦墨爾本世界博覽會，卡爾頓花園和其鄰近的皇家展覽館等建築都是為了這屆博覽會而修建。現在卡爾頓花園和皇家展覽館一併被列入世界遺產。現在的卡爾頓花園是澳大利亞最著名的園林建築。

## 外部連結
- World heritage listing for Carlton Gardens（页面存档备份，存于）
- Melbourne City Council - Carlton Gardens
- Open Space and Recreation - Merit Carlton Gardens Playground
- World Heritage, World Futures（页面存档备份，存于） — Restoration of the Western Forecourt of the Royal Exhibition Building, Melbourne